# Almogawarzy

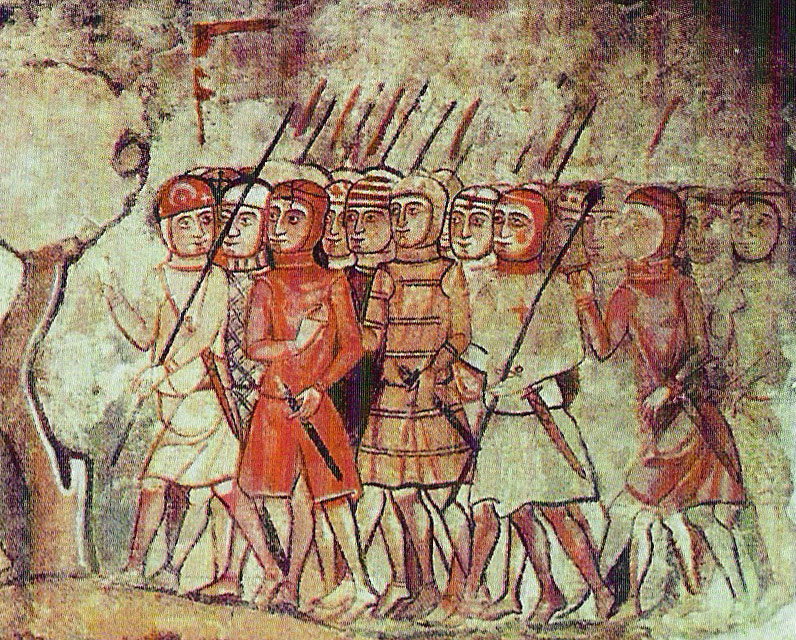
Almogawarzy w czasie zdobywania Majorki

Almogawarzy (arag. Almogabars, hiszp. Almogávares, katal. Almogàvers, z arabskiego al-Mugavari, znaczącego "zwiadowca") − formacja żołnierzy Królestwa Aragonii, szczególnie znanych z okresu rekonkwisty; służyli  także jako najemnicy w Italii, Cesarstwie Łacińskim i Lewancie w XIII i XIV wieku.